# Campeonato Mundial de Natação em Piscina Curta de 2014 - 50 m livre masculino
A prova dos 50 metros nado livre masculino do Campeonato Mundial de Natação em Piscina Curta de 2014 foi disputado entre 4 e 5 de dezembro no Centro Aquático Aspire Sports Complex em Doha.

## Recordes
Antes desta competição, os recordes mundiais e do campeonato nesta prova eram os seguintes:
|    | Nome            | Nacionalidade | Tempo | Local            | Data                   |
| -- | --------------- | ------------- | ----- | ---------------- | ---------------------- |
| WR | Roland Schoeman | África do Sul | 20.30 | Pietermaritzburg | 8 de agosto de 2009    |
| CR | César Cielo     | Brasil        | 20.51 | Dubai            | 17 de dezembro de 2010 |

Os seguintes recordes foram estabelecidos durante a competição: 
| Data          | Prova | Nome             | Nacionalidade | Tempo | Recorde |
| ------------- | ----- | ---------------- | ------------- | ----- | ------- |
| 5 de dezembro | Final | Florent Manaudou | França        | 20.26 | WR      |

## Medalhistas
| Ouro                   | Prata            | Bronze            |
| Florent Manaudou (FRA) | Marco Orsi (ITA) | César Cielo (BRA) |

## Resultados

### Eliminatórias
As eliminatórias ocorreram dia 4 de dezembro.  
| Colocação | Bateria | Raia | Nome                    | Nacionalidade                   | Tempo | Notas |
| --------- | ------- | ---- | ----------------------- | ------------------------------- | ----- | ----- |
| 1         | 17      | 4    | César Cielo             | Brasil                          | 21.00 | Q     |
| 2         | 17      | 5    | Marco Orsi              | Itália                          | 21.02 | Q     |
| 3         | 16      | 4    | Vladimir Morozov        | Rússia                          | 21.08 | Q     |
| 4         | 16      | 5    | Josh Schneider          | Estados Unidos                  | 21.11 | Q     |
| 4         | 18      | 4    | Florent Manaudou        | França                          | 21.11 | Q     |
| 6         | 18      | 5    | Oleg Tikhobaev          | Rússia                          | 21.20 | Q     |
| 7         | 18      | 3    | Andriy Hovorov          | Ucrânia                         | 21.24 | Q     |
| 8         | 16      | 3    | Shinri Shioura          | Japão                           | 21.25 | Q, AS |
| 9         | 16      | 6    | Ning Zetao              | China                           | 21.26 | Q     |
| 10        | 15      | 6    | Clément Mignon          | França                          | 21.37 | Q     |
| 11        | 17      | 2    | François Heersbrandt    | Bélgica                         | 21.45 | Q     |
| 12        | 18      | 6    | Matthew Abood           | Austrália                       | 21.46 | Q     |
| 13        | 17      | 3    | Jimmy Feigen            | Estados Unidos                  | 21.48 | Q     |
| 14        | 17      | 6    | Cameron McEvoy          | Austrália                       | 21.50 | Q     |
| 15        | 16      | 0    | Ben Proud               | Reino Unido                     | 21.52 | Q     |
| 16        | 17      | 7    | Alan Vitória            | Brasil                          | 21.62 | Q     |
| 17        | 16      | 2    | Jasper Aerents          | Bélgica                         | 21.63 |       |
| 18        | 12      | 1    | Cristian Quintero       | Venezuela                       | 21.65 |       |
| 19        | 16      | 7    | Luca Dotto              | Itália                          | 21.69 |       |
| 19        | 18      | 2    | Ari-Pekka Liukkonen     | Finlândia                       | 21.69 |       |
| 21        | 16      | 1    | Brett Fraser            | Ilhas Caimã                     | 21.78 |       |
| 22        | 15      | 2    | Pjotr Degtjarjov        | Estónia                         | 21.79 |       |
| 23        | 14      | 4    | Roy-Allan Burch         | Bermudas                        | 21.81 |       |
| 24        | 18      | 1    | Sahnoune Oussama        | Argélia                         | 21.83 |       |
| 25        | 16      | 9    | Boris Stojanović        | Sérvia                          | 21.86 |       |
| 25        | 17      | 9    | Luke Pendock            | África do Sul                   | 21.86 |       |
| 27        | 17      | 0    | Yauhen Tsurkin          | Bielorrússia                    | 21.89 |       |
| 28        | 15      | 5    | Yuki Kawachi            | Japão                           | 21.91 |       |
| 29        | 14      | 7    | Alexandre Haldemann     | Suíça                           | 21.93 |       |
| 30        | 13      | 5    | Daniel Carranza         | México                          | 21.94 |       |
| 31        | 15      | 4    | Mario Todorović         | Croácia                         | 21.97 |       |
| 32        | 16      | 8    | Renzo Tjon-A-Joe        | Suriname                        | 21.98 |       |
| 33        | 12      | 8    | David Gamburg           | Israel                          | 22.03 |       |
| 34        | 18      | 8    | Mindaugas Sadauskas     | Lituânia                        | 22.06 |       |
| 35        | 15      | 8    | Hanser García           | Cuba                            | 22.07 |       |
| 36        | 17      | 1    | Yu Hexin                | China                           | 22.08 |       |
| 37        | 14      | 0    | Clayton Jimmie          | África do Sul                   | 22.10 |       |
| 37        | 15      | 3    | Federico Grabich        | Argentina                       | 22.10 |       |
| 39        | 17      | 8    | Bogdan Plavin           | Ucrânia                         | 22.13 |       |
| 40        | 15      | 7    | Joshua McLeod           | Trinidad e Tobago               | 22.14 |       |
| 41        | 13      | 6    | Péter Holoda            | Hungria                         | 22.15 |       |
| 42        | 13      | 3    | Ryan Pini               | Papua-Nova Guiné                | 22.16 |       |
| 42        | 15      | 0    | Julien Henx             | Luxemburgo                      | 22.16 |       |
| 44        | 13      | 4    | Elvis Burrows           | Bahamas                         | 22.18 |       |
| 45        | 15      | 1    | Ivan Levaj              | Croácia                         | 22.22 |       |
| 46        | 18      | 9    | Marius Radu             | Roménia                         | 22.24 |       |
| 47        | 14      | 5    | Oliver Elliot           | Chile                           | 22.35 |       |
| 48        | 12      | 3    | Apostolos Christou      | Grécia                          | 22.43 |       |
| 49        | 12      | 4    | Hüseyin Sakçı           | Turquia                         | 22.45 |       |
| 49        | 14      | 2    | Chang Kuo-chi           | Taipé Chinesa                   | 22.45 |       |
| 51        | 18      | 0    | Nazim Belkhodja         | Argélia                         | 22.47 |       |
| 52        | 14      | 1    | Tadas Duškinas          | Lituânia                        | 22.49 |       |
| 53        | 14      | 6    | Gabriel Melconian Alvez | Uruguai                         | 22.72 |       |
| 54        | 13      | 2    | Jevon Atkinson          | Jamaica                         | 22.75 |       |
| 55        | 11      | 6    | Matthew Zammit          | Malta                           | 22.77 |       |
| 56        | 13      | 0    | Zuhayr Pigot            | Suriname                        | 22.79 |       |
| 57        | 15      | 9    | Abraham McLeod          | Trinidad e Tobago               | 22.83 |       |
| 58        | 10      | 3    | Meli Malani             | Fiji                            | 22.89 |       |
| 59        | 14      | 9    | Chad Idensohn           | Zimbabwe                        | 22.91 |       |
| 60        | 11      | 2    | Peter Wetzlar           | Zimbabwe                        | 22.96 |       |
| 61        | 12      | 6    | Vahan Mkhitaryan        | Armênia                         | 23.00 |       |
| 62        | 13      | 9    | Stanislav Karnaukhov    | Quirguistão                     | 23.01 |       |
| 63        | 12      | 0    | Daniil Tulupov          | Uzbequistão                     | 23.02 |       |
| 64        | 14      | 8    | Janis Saltans           | Letônia                         | 23.04 |       |
| 65        | 13      | 1    | Mohammad Madwa          | Kuwait                          | 23.05 |       |
| 66        | 11      | 8    | Raoul Stafrace          | Malta                           | 23.06 |       |
| 67        | 11      | 1    | Arnel Dudić             | Bósnia e Herzegovina            | 23.10 |       |
| 68        | 13      | 7    | Ng Chun Nam Derick      | Hong Kong                       | 23.11 |       |
| 69        | 12      | 7    | Mikel Schreuders        | Aruba                           | 23.12 |       |
| 70        | 13      | 8    | Mak Ho Lun Raymond      | Hong Kong                       | 23.16 |       |
| 71        | 12      | 9    | Jeremy Kostons          | Curaçau                         | 23.20 |       |
| 72        | 11      | 4    | Alexandre Bakhtiarov    | Chipre                          | 23.21 |       |
| 73        | 11      | 9    | Gavin Lewis             | Tailândia                       | 23.22 |       |
| 74        | 10      | 7    | Kitiphat Pipimnan       | Tailândia                       | 23.24 |       |
| 75        | 11      | 5    | Abdoul Niane            | Senegal                         | 23.24 |       |
| 76        | 9       | 2    | Nico Campbell           | Jamaica                         | 23.29 |       |
| 77        | 14      | 3    | Bradley Vincent         | Ilhas Maurícias                 | 23.31 |       |
| 78        | 10      | 4    | Gálvez Capriles         | República Dominicana            | 23.32 |       |
| 79        | 9       | 6    | Winter Heaven           | Samoa                           | 23.38 |       |
| 80        | 9       | 5    | Isaac Beitia            | Panamá                          | 23.47 |       |
| 81        | 10      | 9    | Oumar Touré             | Mali                            | 23.49 |       |
| 82        | 11      | 3    | Rodrigo Suriano         | El Salvador                     | 23.53 |       |
| 83        | 8       | 4    | Farhan Saleh            | Bahrein                         | 23.64 |       |
| 84        | 10      | 5    | Kevin Avila Soto        | Guatemala                       | 23.67 |       |
| 85        | 9       | 3    | Mathieu Marquet         | Ilhas Maurícias                 | 23.73 |       |
| 86        | 9       | 0    | Axel Ngui               | Filipinas                       | 23.75 |       |
| 87        | 9       | 8    | Cherantha de Silva      | Sri Lanka                       | 23.90 |       |
| 88        | 11      | 0    | Ahmed Al-Hosani         | Emirados Árabes Unidos          | 24.03 |       |
| 89        | 7       | 5    | Aldo Castillo           | Bolívia                         | 24.08 |       |
| 90        | 6       | 6    | Valentin Gorshkov       | Turquemenistão                  | 24.10 |       |
| 90        | 8       | 9    | Abel Fazekas            | Azerbaijão                      | 24.10 |       |
| 92        | 7       | 3    | Patrick Groters         | Aruba                           | 24.12 |       |
| 93        | 9       | 7    | Jim Sanderson           | Gibraltar                       | 24.14 |       |
| 94        | 6       | 1    | Rafael Sta              | Filipinas                       | 24.15 |       |
| 95        | 9       | 9    | Dulguun Batsaikhan      | Mongólia                        | 24.21 |       |
| 95        | 8       | 8    | Stanford Kawale         | Papua-Nova Guiné                | 24.21 |       |
| 97        | 8       | 2    | Mahmoud Daaboul         | Líbano                          | 24.38 |       |
| 97        | 10      | 1    | Omar Al-Malki           | Bahrein                         | 24.38 |       |
| 99        | 10      | 8    | Adama Ndir              | Senegal                         | 24.42 |       |
| 100       | 8       | 6    | Omar Hesham             | Catar                           | 24.43 |       |
| 101       | 6       | 3    | Dean Hoffman            | Seicheles                       | 24.49 |       |
| 102       | 9       | 1    | Miguel Mena             | Nicarágua                       | 24.51 |       |
| 103       | 6       | 2    | Cristian Santi          | San Marino                      | 24.52 |       |
| 104       | 6       | 4    | Noah Mascoll-Gomes      | Antígua e Barbuda               | 24.60 |       |
| 104       | 8       | 0    | Charlie Salame          | Líbano                          | 24.60 |       |
| 104       | 10      | 6    | Waleed Abdulrazzaq      | Kuwait                          | 24.60 |       |
| 107       | 6       | 0    | Jesús Flores            | Honduras                        | 24.63 |       |
| 108       | 8       | 5    | Sio Ka Kun              | Macau                           | 24.66 |       |
| 109       | 10      | 0    | Christopher Duenas      | Guam                            | 24.71 |       |
| 110       | 5       | 7    | Andrew Hopkin           | Granada                         | 24.72 |       |
| 111       | 9       | 4    | Maksim Bakharev         | Quirguistão                     | 24.75 |       |
| 112       | 8       | 3    | Christian Nikles        | Brunei                          | 24.76 |       |
| 113       | 5       | 3    | Mohammad Abdo           | Palestina                       | 24.80 |       |
| 114       | 7       | 6    | Arnoldo Herrera         | Costa Rica                      | 24.81 |       |
| 115       | 11      | 7    | Wong Pok Iao            | Macau                           | 24.85 |       |
| 116       | 7       | 0    | Pierre-Andre Adam       | Seicheles                       | 24.90 |       |
| 117       | 5       | 6    | Giordan Harris          | Ilhas Marshall                  | 24.92 |       |
| 118       | 8       | 1    | Alex Sobers             | Barbados                        | 24.98 |       |
| 119       | 8       | 7    | Kgosietsile Molefinyane | Botswana                        | 25.03 |       |
| 120       | 4       | 2    | Matthew Shone           | Zâmbia                          | 25.07 |       |
| 120       | 6       | 7    | Nikolas Sylvester       | São Vicente e Granadinas        | 25.07 |       |
| 122       | 7       | 7    | J'Air Smith             | Antígua e Barbuda               | 25.16 |       |
| 123       | 6       | 5    | Gianluca Pasolini       | San Marino                      | 25.19 |       |
| 123       | 7       | 9    | González Leonardo       | Honduras                        | 25.19 |       |
| 125       | 7       | 8    | Syed Javaid             | Paquistão                       | 25.21 |       |
| 126       | 5       | 4    | Kamran Jafarov          | Azerbaijão                      | 25.26 |       |
| 127       | 7       | 2    | Brandon Schuster        | Samoa                           | 25.28 |       |
| 128       | 5       | 1    | Corey Ollivierre        | Granada                         | 25.60 |       |
| 129       | 5       | 0    | Kwesi Jackson           | Gana                            | 25.70 |       |
| 130       | 3       | 1    | Rami Abunahla           | Palestina                       | 25.74 |       |
| 131       | 4       | 3    | Ibrahim Nishwan         | Maldivas                        | 25.85 |       |
| 132       | 7       | 1    | Mamadou Soumaré         | Mali                            | 25.90 |       |
| 133       | 4       | 0    | Rony Bakale             | República do Congo              | 25.91 |       |
| 134       | 4       | 6    | Justine Rodriguez       | Estados Federados da Micronésia | 25.95 |       |
| 135       | 5       | 5    | Deni Baholli            | Albânia                         | 26.01 |       |
| 136       | 4       | 5    | Tanner Poppe            | Guam                            | 26.05 |       |
| 137       | 6       | 9    | Abdulrahman Al-Kawari   | Catar                           | 26.07 |       |
| 138       | 3       | 3    | Thol Thoeun             | Camboja                         | 26.09 |       |
| 139       | 4       | 7    | Temaruata Strickland    | Ilhas Cook                      | 26.21 |       |
| 140       | 6       | 8    | Umarkhon Alizoda        | Tajiquistão                     | 26.23 |       |
| 141       | 3       | 4    | Elisha Tibatemwa        | Uganda                          | 26.41 |       |
| 142       | 7       | 4    | Chaoili Chaoili         | Comores                         | 26.47 |       |
| 143       | 2       | 2    | Tongli Panuve           | Tonga                           | 26.52 |       |
| 144       | 5       | 9    | Sylla Alassane          | Costa do Marfim                 | 26.57 |       |
| 145       | 3       | 6    | Sirish Gurung           | Nepal                           | 26.67 |       |
| 146       | 3       | 5    | Dionisio Augustine      | Estados Federados da Micronésia | 26.68 |       |
| 147       | 3       | 2    | Mohamed Adnan           | Maldivas                        | 26.70 |       |
| 148       | 1       | 8    | Sawadogo Tindwende      | Burquina Fasso                  | 26.76 |       |
| 149       | 4       | 8    | Aleksander Ngresi       | Albânia                         | 26.81 |       |
| 150       | 2       | 6    | Miraj Prajapati         | Nepal                           | 26.86 |       |
| 151       | 3       | 7    | Andrew Fowler           | Guiana                          | 26.90 |       |
| 152       | 2       | 5    | Takumi Sugie            | Marianas Setentrionais          | 26.94 |       |
| 153       | 3       | 9    | Aliasger Karimjee       | Tanzânia                        | 26.96 |       |
| 154       | 4       | 1    | Omar Adams              | Guiana                          | 26.97 |       |
| 155       | 4       | 4    | Billy-Scott Irakoze     | Burundi                         | 27.02 |       |
| 156       | 2       | 4    | Shawn Dingilius         | Palau                           | 27.07 |       |
| 157       | 3       | 8    | Thonponloeu Hem         | Camboja                         | 27.09 |       |
| 158       | 4       | 9    | Storm Hablich           | São Vicente e Granadinas        | 27.39 |       |
| 159       | 5       | 8    | Atta Atta               | Costa do Marfim                 | 27.78 |       |
| 160       | 5       | 2    | Albarchir Moctar        | Níger                           | 27.83 |       |
| 161       | 2       | 1    | Robel Habte             | Etiópia                         | 27.99 |       |
| 162       | 2       | 3    | Idriss Mutankabandi     | Burundi                         | 28.60 |       |
| 163       | 2       | 9    | Yousef Al-Nehmi         | Iêmen                           | 28.93 |       |
| 164       | 2       | 8    | Sami Al-Sayaghi         | Iêmen                           | 29.00 |       |
| 165       | 1       | 4    | Awoussou Ablam          | Benim                           | 29.73 |       |
| 166       | 1       | 5    | Abdoul Nignan           | Burquina Fasso                  | 29.84 |       |
| 167       | 1       | 7    | Pap Jonga               | Gâmbia                          | 30.37 |       |
| 168       | 1       | 3    | Rayane Alognisso        | Benim                           | 30.49 |       |
| 169       | 3       | 0    | Christian Nassi         | República Centro-Africana       | 30.77 |       |
| 170       | 1       | 2    | Eric Niyonsaba          | Ruanda                          | 31.05 |       |
| 171       | 1       | 6    | Ahmed Bourhan           | Djibuti                         | 32.66 |       |
| 172       | 1       | 1    | Omar Darboe             | Gâmbia                          | 32.73 |       |
| 173       | 2       | 7    | Shad Perriere           | República Centro-Africana       | 36.82 |       |
| —         | 2       | 0    | Jynior Ndinga           | República do Congo              |       | DNS   |
| —         | 12      | 2    | Jamal Chavoshifar       | Irão                            |       | DNS   |
| —         | 12      | 5    | Riku Poytakivi          | Finlândia                       |       | DNS   |
| —         | 18      | 7    | Dominik Kozma           | Hungria                         |       | DNS   |
| —         | 10      | 2    | David van der Colff     | Botswana                        |       | DSQ   |

### Semifinal
A semifinal  ocorreu dia 4 de dezembro. 

#### Semifinal 1
| Colocação | Raia | Nome           | Nacionalidade  | Tempo | Notas |
| --------- | ---- | -------------- | -------------- | ----- | ----- |
| 1         | 4    | Marco Orsi     | Itália         | 21.07 | Q     |
| 2         | 1    | Cameron McEvoy | Austrália      | 21.14 | Q     |
| 3         | 2    | Clément Mignon | França         | 21.19 | Q     |
| 4         | 5    | Josh Schneider | Estados Unidos | 21.20 | Q     |
| 5         | 3    | Oleg Tikhobaev | Rússia         | 21.24 |       |
| 6         | 6    | Shinri Shioura | Japão          | 21.37 |       |
| 7         | 7    | Matthew Abood  | Austrália      | 21.46 |       |
| 8         | 8    | Alan Vitória   | Brasil         | 21.52 |       |

#### Semifinal 2
| Colocação | Raia | Nome                 | Nacionalidade  | Tempo | Notas |
| --------- | ---- | -------------------- | -------------- | ----- | ----- |
| 1         | 4    | César Cielo          | Brasil         | 20.80 | Q     |
| 2         | 5    | Vladimir Morozov     | Rússia         | 20.88 | Q     |
| 3         | 3    | Florent Manaudou     | França         | 20.93 | Q     |
| 4         | 6    | Andriy Hovorov       | Ucrânia        | 21.17 | Q     |
| 5         | 7    | François Heersbrandt | Bélgica        | 21.31 |       |
| 6         | 1    | Jimmy Feigen         | Estados Unidos | 21.33 |       |
| 7         | 2    | Ning Zetao           | China          | 21.37 |       |
| 8         | 8    | Ben Proud            | Reino Unido    | 21.44 |       |

### Final
A final teve sua disputa realizada em 5 de dezembro. 
| Colocação         | Raia | Nome             | Nacionalidade  | Tempo | Notas |
| ----------------- | ---- | ---------------- | -------------- | ----- | ----- |
| Medalha de ouro   | 3    | Florent Manaudou | França         | 20.26 | WR    |
| Medalha de prata  | 6    | Marco Orsi       | Itália         | 20.69 |       |
| Medalha de bronze | 4    | César Cielo      | Brasil         | 20.88 |       |
| 4                 | 5    | Vladimir Morozov | Rússia         | 20.89 |       |
| 5                 | 8    | Josh Schneider   | Estados Unidos | 20.97 |       |
| 6                 | 2    | Cameron McEvoy   | Austrália      | 21.15 |       |
| 7                 | 7    | Andriy Hovorov   | Ucrânia        | 21.21 |       |
| 8                 | 1    | Clément Mignon   | França         | 21.35 |       |

Legenda
| Recorde mundial       | Recorde mundial (World record)               |                       | Recorde africano                      | Recorde africano (African) |                                           | Q | Classificado por posição (Qualified) |
| Recorde do campeonato | Recorde do campeonato (Championship record)  | Recorde da América    | Recorde da América (Americas)         | q                          | Classificado por melhor tempo (Qualified) |   |                                      |
| Melhor marca do ano   | Melhor marca do ano (World leading)          | Recorde asiático      | Recorde asiático (Asian)              | DNS                        | Não largou (Did not start)                |   |                                      |
| Recorde nacional      | Recorde nacional (National record)           | Recorde europeu       | Recorde europeu (European)            | DNF                        | Não terminou (Did not finish)             |   |                                      |
| Recorde pessoal       | Recorde pessoal do atleta (Personal best)    | Recorde da Oceania    | Recorde da Oceania (Oceania)          | DSQ / DQ                   | Desclassificado (Disqualified)            |   |                                      |
| Recorde da temporada  | Recorde da temporada do atleta (Season best) | Recorde sul-americano | Recorde sul-americano (South America) | NM                         | Sem marca (No mark)                       |   |                                      |